# Agrochola osthelderi
Agrochola osthelderi là một loài bướm đêm trong họ Noctuidae.